# 协管员
协管员是中华人民共和国协助地方政府部门行使公共事务职能，不佔用人事编制的人员。

## 概述
21世纪初，协管员在中华人民共和国各地普遍出现。协管员起初是解决下岗职工再就业的公益性岗位。后来，逐渐不再限于解决下岗职工再就业问题，而成为地方政府的重要力量。协管员不占用人事编制，工资及待遇低下，解决了政府在人事编制不足、财政能力有限等困难下，继续并扩大行使公共事务职能的需要。
协管员主要可以分为三类：
1. 公共秩序类：负责在公共场所纠正群众的违法违规行为。例如治安协管员、交通协管员、城管（市容）协管员等等。[2]
2. 行政管理类：深入企业、事业单位、居民家庭、村民家庭开展巡查、登记造册、征收税费、收集违法证据等工作。例如税收协管员、工商协管员、劳动监察协管员、流动人口协管员、出租屋协管员、计划生育协管员、消防协管员、安全监督协管员、环保协管员、退休人员协管员、民政协管员、社区协管员、统计协管员、司法协管员、食品药品协管员、燃气协管员等等。[2]
3. 党群工作类：开展中国共产党的各项群众工作。例如党建协理员、工会协理员等等。[2]

## 设置及职能

### 规模及权力的扩张
协管员的队伍十分庞大，有的政府机关的协管员人数远超正式执法人员。例如2007年前后，广州市劳动保障监察员满编为133人，而协管员则达到949人。随着协管员的规模扩大、权力扩张，协管员日益被视为政府的“编外公务员”，形成了所谓“二政府”。
协管员原本是解决下岗职工再就业的公益性岗位，后来却日益“准公务员化”。在有些地方，协管员的人数完全套用公务员编制办法，按照被管理对象成比例配置；协管员还设有“管理办公室”，建有“机关”大楼，配置有车辆，和政府的正式机构极为相似。
协管员的“准执法化”也是其发展的一大趋势。本来依照各项法律法规，协管员没有执法权。但是，治安协管员、交通协管员、税务协管员、劳动监察协管员、市容协管员、城管协管员、出租屋协管员、流动人口协管员等等有现场执法性质的协管员大多都统一着装，制服的样式和正式执法人员类似。比如，许多城市的交通协管员、城管协管员的制服分别和交通警察、城管队员的制服极其类似。
部分地方政府还出台了各种“管理规定”，其中赋予协管员执法权。比如，广东省佛山市人民政府下发红头文件规定，在出租屋协管员检查时，房屋租赁当事人应当出示有关证件，不得以任何借口拒绝出租屋协管员的检查。某市政府通过媒体大张旗鼓宣传称，劳动监察协管员两人同行便可以对企业进行检查。

### 工作方式和绩效
在协管员日益准公务员化、准执法化的同时，也要看到协管员被政府推到社会管理的最前线，承担的许多都是极为困难的基层工作。比如，交通协管员负责管理行人和自行车，城管协管员负责驱赶街头的流动小贩，税收协管员负责管理年销售额50万元以下的小企业及个体户。政府主管部门往往为协管员下达有极其严格的考核指标。为达到考核指标，协管员对被其管理的对象多采用“地毯式巡查”、“人盯人紧逼防守”等等方式，从而同基层群众之间的冲突日益增多，这对基层群众和协管员本身都造成了许多伤害，有的甚至产生了严重后果。
协管员因自身的身份地位、职责等方面缺乏规范，所以在工作中时常遇到尴尬。比如，有的被管理对象认为协管员并非执法者，所以对协管员的要求可置之不理，甚至进行暴力抗击。有的协管员在辅助执法的过程中，将自己视为执法者，采取超越职权的不当执法行为。
大多数协管员的工资待遇低下，而有些协管员从事的工作十分繁重。这都不利于协管员提高工作热情。有的工作较为困难或繁重，政府部门在编人员不想幹，便推给协管员幹，出事之后就将责任推给协管员承担，这也极其影响协管员的工作积极性。所以协管员队伍虽然十分庞大，但工作绩效差。

## 人事管理及经费保障
起初，协管员是地方政府各部门的临时聘用人员（简称“临聘人员”）。随着2008年《中华人民共和国劳动合同法》施行，加之机关事业单位人事制度改革，许多地方部分种类的协管员已改采用劳务派遣方式，成为“派遣员工”。
协管员的经费保障原来由聘用协管员的地方政府各个部门分别解决，不纳入地方财政预算。后来协管员的经费保障正在逐步被纳入地方财政预算。

### 准入机制
过去在地方政府各部门直接聘用的情况中，协管员的准入机制缺乏规范，少有正规的招聘考试。比如有的地方在招聘协管员时，主要照顾录用就业困难的群体，以解决就业问题。有的单位在招聘协管员时，安插进本单位干部职工的亲友，形成不良风气。
有的单位在设置协管员岗位时十分盲目，缺少统一规划。比如有的地方遇到拆迁任务重的情况，便抓紧成立了十分强大的协管员队伍，负责强制拆迁，但城市建设放慢，强制拆迁成为历史，裁撤这支协管员队伍便会引发许多纠纷。
部分种类的协管员改采劳务派遣方式后，地方政府各部门避免了招聘问题，招聘统一改由各劳务派遣公司进行。

### 劳动关系
起初，协管员是地方政府部门聘用的临时人员，其工资、待遇低下，协管员聘用合同普遍为一年一签。2008年《中华人民共和国劳动合同法》施行后，由于其中规定“连续两次签订固定期限合同后，职工就有权要求用人单位签订无固定期限合同。”这本来是协管员改善自身处境的机遇。但是，《中华人民共和国劳动合同法实施条例》第十二条规定：“地方各级人民政府及县级以上地方人民政府有关部门为安置就业困难人员提供的给予岗位补贴和社会保险补贴的公益性岗位，其劳动合同不适用劳动合同法有关无固定期限劳动合同的规定以及支付经济补偿的规定。”另外，地方政府对协管员改采人力资源机构派遣的方式，即协管员与劳务派遣公司签订劳动合同，通过劳务派遣的方式为政府所用，这样地方政府就避开了《中华人民共和国劳动合同法》的规定。协管员的工资、待遇仍然十分低下。

### 经费保障
协管员的经费保障，原本是由聘用协管员的地方政府各部门分别自行解决，很少纳入地方财政预算。但随着协管员的发展趋向规范化，协管员也在被逐步纳入地方财政预算保障。以交通协管员为例，2009年，全国公安交通管理工作会议提出“公安机关聘用的交通协管员要逐步纳入财政预算保障”。此后，中国各地的交通协管员逐步纳入地方财政预算保障。比如，2009年10月9日，山西省财政厅、山西省公安厅联合下发通知，以规范山西省公安交警系统交通协管员经费保障问题。通知规定了山西省当时的三种来源的交通协管员的经费保障办法：（1）“由政府批准，人事、劳动部门招录的交通协管员”；（2）“由公安交警部门确定用人标准，劳务人才市场负责招收和派遣并签订用人协议的交通协管员”；（3）“各市、县公安交警支、大队自行招录的交通协管员”。

### 日常管理
对协管员的管理普遍松散，缺乏规范。协管员人数众多，分散在基层的不同单位，由不同政府部门分别管理，而且尚未形成完整的招聘、考核、奖惩、淘汰等机制，所以对协管员的管理尚未规范化。因为缺乏管理，有的协管员本身也成为违法者，甚至造成严重社会影响。
2013年，北京市推动街道管理体制改革，其中一项改革措施就是包括城管、计划生育、劳动保障等领域的各类协管人员，自2013年起统一归街道办事处管理和调配，形成“一岗多责、一人多能”的全日制工作制度。在此之前，这些种类的协管员是政府的计划生育、城管等各职能部门分别向街道层级派驻，相互之间没有联系，政府各职能部门对协管员的选聘条件、配置数量、工资待遇、保险缴纳等方面的规定差异很大。这次协管员统一归街道办事处管理之后，不再划分具体种类，协管员数量和准入机制、协管员的用工和管理使用都受到规范，协管员的工资待遇也受到规范并有所提高。